# Пермская мужская гимназия
Пермская мужская гимназия — среднее учебное заведение для мальчиков в Перми в Российской империи.

## История

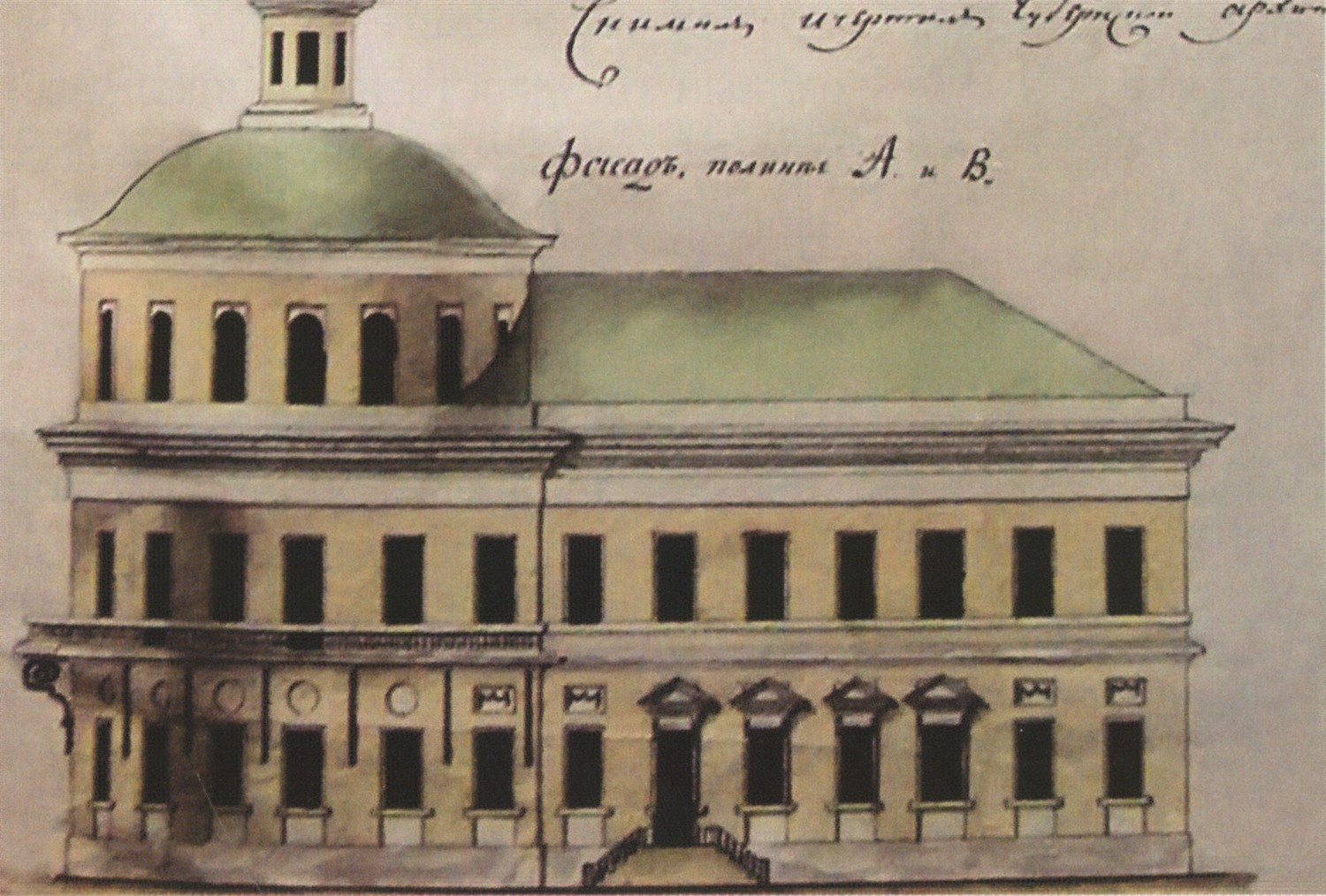
План Пермской градской школы, располагавшейся на месте мужской гимназии. Фасад по улице Петропавловской

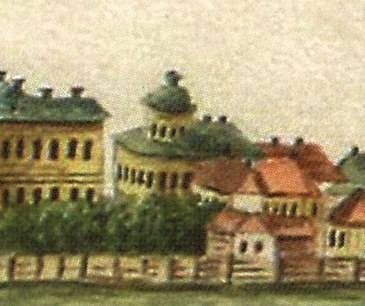
Фрагмент картины Размахнина с видом здания гимназии со стороны Камы, 1832 год

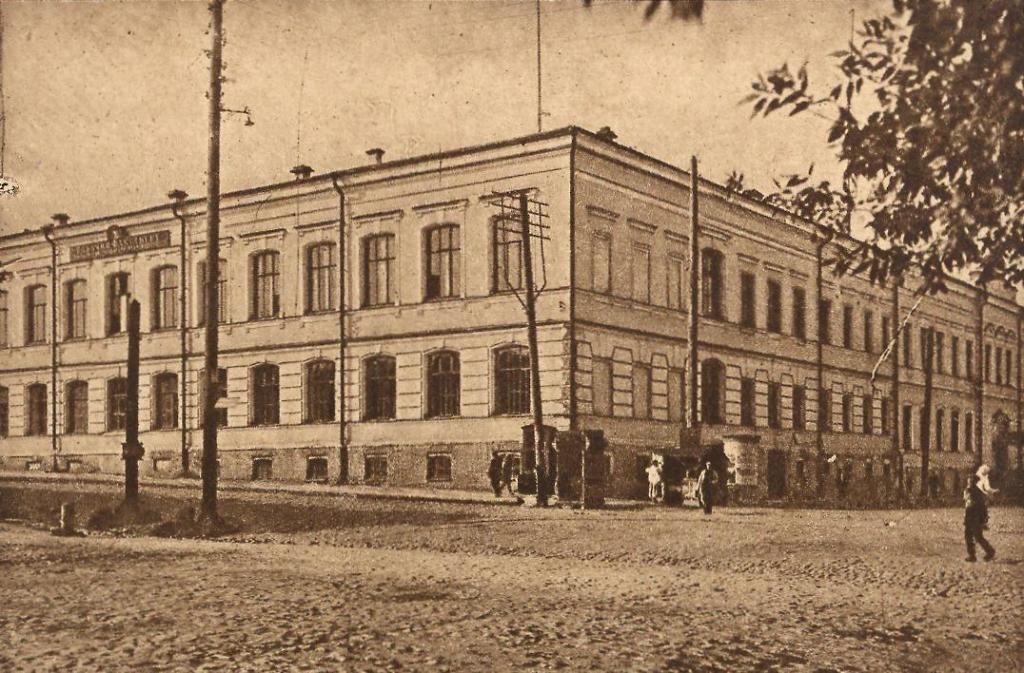
Рабочий факультет при Госуниверситете, 1925—1929 гг.

В 1783 г. в Перми, основанной двумя годами ранее, было организовано низшее народное училище «Российская градская Пермская школа», в которой был всего один учитель. Тремя годами спустя Екатерина II издала приказ открыть в Пермском наместничестве народное училище. 22 сентября 1786 года на базе «Российской градской Пермской школы» Е. П. Кашкиным было открыто «Главное народное училище» со штатом уже из четырёх учителей.
В 1795—1797 гг. в Перми на углу улиц Дворянской (Петропавловской) и Сибирской, на месте будущей гимназии, для училища было возведено двухэтажное с большим куполом и балконом здание народного училища. Строительство протекало под личным контролем пермского генерал-губернатора Карла Модераха. Автором проекта выступил губернский архитектор П. Т. Васильев. Нижний этаж здания, фасад которого выходил на Дворянскую улицу, служил для проживания директора училища и учителей. В закруглённой части здания располагался актовый зал, во флигеле на Сибирской улице размещались минералогический и физический факультеты, а также библиотека, созданные по инициативе Модераха.
В соответствии с уставом от 5 ноября 1804 года в 1808 г. училище было переименовано в гимназию, её открытие состоялось 29 июня того же года, а её первым директором стал Никита Саввич Попов, известный тем, что составил труд «Хозяйственное описание Пермской губернии» — первой подобный труд в Российской Империи. Другим известным преподавателем логики и риторики был поэт-сатирик Василий Тихонович Феонов.
В 1842 г. здание гимназии погибло во время крупного городского пожара. После пожара гимназия временно помещалась в доме училища детей канцелярских служителей, по Сибирской улице (позднее — дом Пермского губернского земства). С 1-го января 1843 года была переведена в дом Благородного собрания. «Временное помещение гимназии в доме дворянского собрания было очень неудобно. Сторожа гимназии должны были почти каждый день к вечеру выносить парты, кафедры и доски и очищать комнаты для клубного вечера, а ранним утром снова начинали очищать комнаты от накопившегося вечером сору и устанавливать классные принадлежности.»
20 мая 1847 года была сделана на месте сгоревшего дома закладка нового здания гимназии. «К началу октября 1849 г. вся постройка была окончена. Но оказались, при освидетельствовании здания, разные недостатки и опущения, которые были исправлены только во время летних каникул 1853 года». По другим данным — в летописи Дмитриева 1889 года — окончание постройки в 1851 году.
Постройка главного корпуса здания гимназии обошлась казне в 48 тысяч рублей. Строительство продвигалось благодаря значительным усилиям директора гимназии (1844—1884 гг.) Ивана Флоровича Грацинского, который добился субсидий учебного округа в 10 тысяч рублей и получил крупные пожертвования купцов — один из них передал в дар гимназии 5 тысяч рублей, другой — более 6 тысяч. На эти средства Грацинский построил второй корпус гимназии, который выходил на Петропавловскую улицу. Во втором корпусе разместилась церковь Благовещения, которая была освящена в 1862 г., а также пансион на 29 человек. Благодаря усилиям Грацинского здесь открылось братство святого Стефана, целью которого было оказание помощи бедным ученикам. В 1867 г. видный пермский краевед и историк Смышляев, Дмитрий Дмитриевич подарил гимназии свою библиотеку.

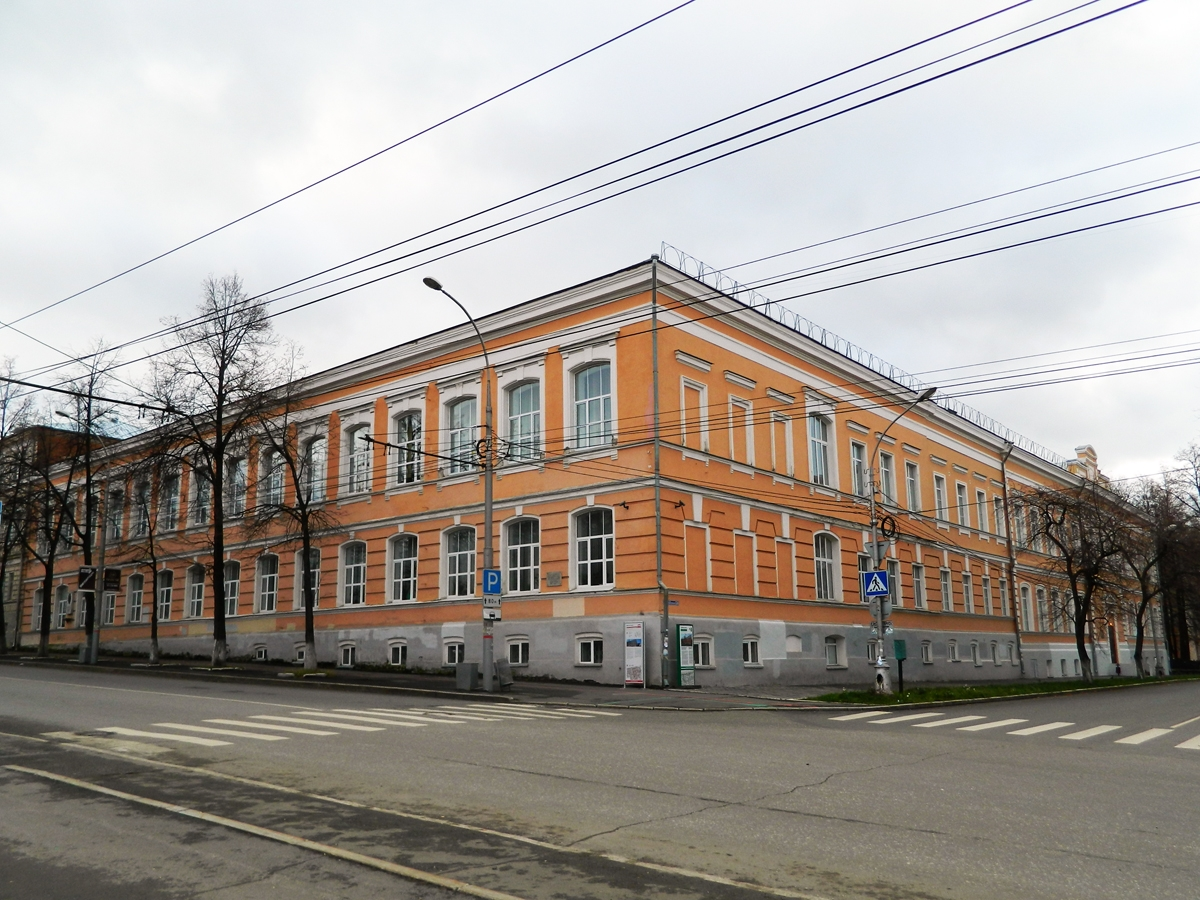
Здание гимназии в 2012 г.

В 1871 г. гимназия стала классической и стала называться в честь царя Александра I. К изучаемым предметам добавились греческий и латинский языки, в гимназии создали подготовительные классы, ввели классных наставников. Годом спустя, в 1872 г., в гимназии организовали письменные и устные экзамены. В 1873 г. здесь открыли 8-й класс, имевший педагогический уклон.
В том же 1873 г., 24 августа, Грацинский отмечал полувековой юбилей своей трудовой деятельности. За его неоценимый вклад гласные Пермской думы наградили его званием почётного гражданина Перми, бывшие ученики Грацинского собрали 2,5 тысячи рублей, учредив стипендию его имени, а портреты Грацинского повесили в залах мужской и женской гимназий.
Почётный гражданин Кунгура купец Алексей Семёнович Губкин в 1883 г. внёс в фонд гимназии крупный взнос в 2 тысячи рублей для нуждающихся учеников. В следующем 1884 г. была учреждена стипендия в честь 10-летия Пермского окружного суда, а в 1885 г. — стипендия в честь потомственного почётного гражданина Перми Фёдора Кузьмича Каменского.
В 1896 г. было заложено третье здание гимназии, соединившее два первых корпуса. В нём разместились квартира директора, канцелярия, архив и библиотека.
21 сентября 1908 года гимназия отметила свой вековой юбилей.
При советской власти в 1919 году гимназия была преобразована в рабфак, в нём был проведён капитальный ремонт. В 1932 году в бывшей гимназии расположился главный корпус медицинского института, который под названием Пермский государственный медицинский университет имени академика Е. А. Вагнера находится здесь и поныне.

## Известные преподаватели
- Мельников-Печерский, Павел Иванович — история и статистика

## Известные ученики
- Березин, Илья Николаевич — востоковед, заслуженный профессор Петербургского университета кафедры турецко-татарской словесности
- Дмитриев, Александр Алексеевич — пермский историк и краевед
- Дягилев, Сергей Павлович — русский театральный и художественный деятель
- Каменский, Иван Григорьевич — русский промышленник, политический деятель
- Сапожников, Василий Васильевич — российский ботаник и географ, путешественник. Ректор Томского университета. Министр народного просвещения в правительстве А. В. Колчака
- Свиязев, Иван Иванович — архитектор и преподаватель, академик архитектуры
- Смышляев, Дмитрий Дмитриевич — земский деятель, краевед и историк Пермского края, почётный член Императорского Православного Палестинского Общества